# Washington University in St. Louis
Washington University in St. Louis är ett privat universitet i Saint Louis, Missouri. Universitetet grundades år 1853 som Eliot Seminary och fick sitt namn efter George Washington år 1856. Universitetets namn kompletterades år 1976 med orden "in St. Louis" för att särskilja det från flera andra universitet namngivna efter George Washington, bland dem George Washington University i Washington, D.C. Det latinska valspråket lyder Per veritatem vis ("Styrka genom sanning"). Washington University är inte knutet till någon religiös sammanslutning.
Debatter mellan presidentkandiadter har hållits vid Washington University i samband med 1992, 2000 och 2004 års presidentval. Inför presidentvalet i USA 2008 debatterade vicepresidentkandidaterna Joe Biden och Sarah Palin på Washington University Field House.
Bland tidigare studenter kan nämnas biokemisten Edwin G. Krebs, politikern Clark Clifford, dramatikern Tennessee Williams, romanförfattaren John Gardner och skådespelaren Peter Sarsgaard.
Universitetets stadion Francis Field togs i bruk för Olympiska sommarspelen 1904. Francis Field har fått sitt namn efter en av universitetets tidigare studenter, David R. Francis som var USA:s inrikesminister 1896-1897.